# Andersonoplatus castaneus
Andersonoplatus castaneus es una especie de escarabajo del género Andersonoplatus, familia Chrysomelidae. Fue descrita científicamente por Linzmeier & Konstantinov en 2018.
Habita en Venezuela.

## Descripción
La longitud del cuerpo es de 2,59–3,29 mm y ancho 1,45–1,78 mm., pronoto y élitros con poco pelaje. A. castaneus es de color marrón a marrón castaño con brillo perlado.